# Ptilinopus superbus
Ptilinopus superbus là một loài chim trong họ Columbidae.